# 古谢尔卡农村居民点
古谢尔卡农村居民点（俄语：Гуселское сельское поселение）是俄罗斯联邦伏尔加格勒州卡梅申区所属的一个农村居民点。其下辖有1个居民点，行政中心为古谢尔卡。据2016年统计，该农村居民点的人口为264人。